# Cacia dohertyana
Cacia dohertyana är en skalbaggsart som beskrevs av Stefan von Breuning 1967. Cacia dohertyana ingår i släktet Cacia och familjen långhorningar. Inga underarter finns listade.